# Bapatla
Bapatla là một thành phố và khu đô thị của huyện Guntur thuộc bang Andhra Pradesh, Ấn Độ.

## Địa lý
Bapatla có vị trí 15°54′B 80°28′Đ / 15,9°B 80,47°Đ Nó có độ cao trung bình là 5 mét (16 foot).

## Nhân khẩu
Theo điều tra dân số năm 2001 của Ấn Độ, Bapatla có dân số 68.103 người. Phái nam chiếm 51% tổng số dân và phái nữ chiếm 49%. Bapatla có tỷ lệ 53% biết đọc biết viết, thấp hơn tỷ lệ trung bình toàn quốc là 59,5%: tỷ lệ cho phái nam là 58%, và tỷ lệ cho phái nữ là 48%. Tại Bapatla, 10% dân số nhỏ hơn 6 tuổi.